# Ley Sapo
La Ley de Inteligencia y Contrainteligencia Militar, conocida popularmente con la Ley Sapo, fue una ley en Venezuela aprobada el 28 de mayo de 2008 durante el gobierno de Hugo Chávez que establecía la obligación para cualquier persona a cumplir con tareas de inteligencia en caso de ser solicitado por las autoridades, con la pena de ser enjuiciadas en caso de negarse. El término coloquial proviene de la jerga popular venezolana en la que se refiere a un delator como «sapo». Después de que se ejerciera fuerte presión contra la ley, Chávez derogó la ley el 10 de junio de 2008.

## Historia
La ley entró en vigencia el 28 de mayo de 2008 después de ser publicada en Gaceta Oficial N.° 38.940. La misma establecía la obligación para cualquier persona a cumplir con labores de inteligencia y contrainteligencia en caso de ser solicitado por las autoridades, con la pena de ser enjuiciadas por el Ministerio Público en caso de negarse. Fue aprobada por el presidente Hugo Chávez después de que la Asamblea Nacional le otorgara las facultades legislativas especiales de la ley habilitante. El término coloquial de la ley proviene de la jerga popular venezolana en la que se refiere a un delator como «sapo». La legislación fue criticada por organizaciones de derechos humanos, los cuales advirtieron que violaba la constitución y que podía crear una sociedad de espías, además del Movimiento estudiantil venezolano. El instrumento también fue comparado con las redes de informantes de Cuba y se expresó preocupación de que los derechos básicos de los sospechosos fueran negados, al igual que el acceso a información. La organización no gubernamental Foro Penal exigió su anulación ante el Tribunal Supremo de Justicia.
La legislación produjo protestas en su contra, exigiendo su derogación, incluyendo el 9 y 10 de junio en Caracas, cuando se colgaron múltiples carteles y figuras de sapos con boinas rojas. Originalmente, Chávez y su gabinete justificaron la ley como "antigolpista" y "antiimperialista" por varios días, pero entre el 7 y 8 de junio, Chávez inicialmente declaró que la ley sería modificada y posteriormente anunció su derogación el 10 de junio de 2008; la derogación se hizo efectiva en la Gaceta Oficial N.° 38.949 en el Decreto N.° 6156 a solo 14 días después de su publicación. Alfredo Romero, miembro del Foro Penal, declaró que era la primera vez en la historia de Venezuela que existía una ley de inteligencia y describió la derogación como "un triunfo de la ciudadanía". Según analistas, la rectificación tuvo como propósito recuperar la confianza de los venezolanos antes de las elecciones regionales de 2008, pautadas para noviembre.

## Legado
A pesar de la derogación de la Ley Sapo, sus directivas principales fueron aplicadas gradualmente hasta culminar con la Red de Articulación y Acción Sociopolítica, una estructura social de espionaje.